# 2-羟乙基二甲基氯化锍-S-氧化物
2-羟乙基二甲基氯化锍-S-氧化物是一种在Alcyonidium diaphanum和海绵中发现的有机盐，可导致多格滩瘙痒。

## 性质
2-羟乙基二甲基氯化锍-S-氧化物是无色物质，可溶于二恶烷、甲醇、氯仿和水。它可以形成正交晶系晶体，空间群Pbca，晶胞参数a = 11.033，b = 13.847，c = 9.871 Å。